# Poilley (Ille y Vilaine)
 Poilley  es una población y comuna francesa, situada en la región de Bretaña, departamento de Ille y Vilaine, en el distrito de Fougères y cantón de Louvigné-du-Désert.

## Demografía
| 674 | 572 | 554 | 468 | 419 | 384 |
| Para los censos de 1962 a 1999 la población legal corresponde a la población sin duplicidades (Fuente: INSEE [Consultar]) |     |     |     |     |     |